# Quartier du Petit-Nanterre
Le Quartier du Petit-Nanterre est un des dix quartiers de la ville de Nanterre dans les Hauts-de-Seine.
Le quartier est délimité par la Seine au nord ouest, le Quartier de l'Université au sud, Colombes au nord et La Garenne-Colombes à l'est.

## Géographie
La superficie du quartier représente 166 ha soit 13,6 % de la superficie totale (1 222 ha) de la ville de Nanterre. 
Le quartier prioritaire du Petit-Nanterre est circonscrit sur une surface plus réduite de 42 hectares, à l'est de la rue du 1er mai.

## Histoire
Le quartier du Petit-Nanterre est marqué par l'histoire du Centre d'accueil et de soins hospitaliers de Nanterre, mais également par la mémoire d'une population immigrée installée dans le bidonville des Pâquerettes dans les années 1950,. Le Petit Nanterre est un quartier emblématique de la mémoire ouvrière de Nanterre.

## Morphologie du quartier
Le Petit Nanterre souffre de certains handicaps : coupures urbaines (ponts, autoroutes, voies de chemin de fer...), difficultés économiques et sociales d’une importante partie de sa population.
Dans le cadre de son classement en tant que quartier prioritaire, de nombreux projets de réaménagement et de désenclavement du Petit-Nanterre sont en cours depuis 2008,.

### Culture, enseignement, sport, loisirs
La Médiathèque du Petit Nanterre propose 25 000 documents au public dans un vaste espace .
De nombreux équipements du Petit Nanterre répondent aux attentes relatives à l'enseignement, au sport et aux loisirs.

### Hôpital Max Fourestier
Cet établissement de santé médical et médico-social implanté au cœur du quartier occupe 10 % de la superficie du Petit Nanterre et couvre les besoins sanitaires de la population de la ville, par ses nombreux services d'hospitalisation, de consultations, sa maternité et son établissement d'hébergement pour personnes âgées dépendantes.

### Lieux de cultes

#### Culte catholique
L'ancienne chapelle Sainte-Catherine, construite en 1935 en l'honneur de Catherine de Sienne, a été agrandie en 1965 pour devenir l'église Sainte-Catherine.

#### Culte musulman
Les musulmans du quartier ont à leur disposition la Mosquée Okba Ibn Nafaa.

## Sociologie du quartier
Le quartier compte 9 057 habitants, soit 10 % de la population nanterrienne. Près de 31 % des habitants ont moins de 19 ans (27,9 % à Nanterre) et 10,5 % des habitants ont plus de 65 ans (9,7 % à Nanterre).
Pour sa part, le quartier prioritaire compte 6 892 habitants en 2018 pour un taux de pauvreté de 37 % environ.

## Économie

### La ZAC des Hautes Pâtures
La zone d’activités Les Hautes Pâtures regroupe 220 entreprises sur 40 hectares et emploie 6 500 salariés.

## Personnalités célèbres du Petit Nanterre
- Malika Bellaribi Le Moal, surnommée la diva des banlieues, née à la Cité des Pâquerettes en 1956[11].
- Patrick Jarry, maire de Nanterre, né dans ce quartier[12].